# Pavel Šavnik
Pavel Šavnik, slovenski zdravnik dermatolog-venerolog in profesor, * 24. december 1882, Kranj, † 16. julij 1924, Zagreb.
Šavnik je medicino študiral na Dunaju in Innsbrucku, kjer je 1912 diplomiral. Leta 1920 se je habilitiral za privatnega docenta in predaval na Medicinski fakulteti v Pragi, leta 1923 pa postal redni profesor dermatovenerologije na Medicinski fakulteti v Zagrebu. Kot znanstvenik se je ukvarjal predvsem z zdravljenjem sifilisa.